# Icecat (company)
Icecat NV es una empresa que cotiza en el NPEX y se especializa en proporcionar soluciones de gestión de información de productos y estadísticas para contenido multilingüe y multimedia. La empresa tiene su sede en Ámsterdam, Holanda del Norte, y los Países Bajos. Su clientela incluye grandes empresas como Alibaba, Google, Amazon, Samsung, Apple, Philips, Microsoft, Canon, Intel, IBM, Sony, Panasonic, Huawei, Reebok, Adidas, L'Oréal Paris y Hewlett-Packard.
Icecat NV es la empresa matriz de varias subsidiarias, incluyendo Icecat LLC (Icecat Ucrania), Icecat Content Sourcing OÜ (Icecat Estonia), Iceshop BV, Syndy BV, Icecat Netherlands BV e Icecat International BV.

## Historia
Icecat es una empresa fundada en 2001 por Martijn Hoogeveen, quien actualmente es el CEO. La empresa se originó como un proyecto de contenido holandés de iMerge BV y desde entonces ha crecido hasta convertirse en una línea de negocio global.
En 2011, se estableció Icecat Limited Liability Company (LLC) en Kyiv, Ucrania, como subsidiaria propiedad total para ayudar en la contratación de especialistas en desarrollo y editorial.
N.V. Icecat, una compañía pública limitada incorporada bajo la ley holandesa, se estableció el 6 de abril de 2009, mediante una escritura notarial firmada en Ámsterdam, Países Bajos. Icecat es un sindicador independiente de información y contenido de productos de comercio electrónico a nivel mundial y es afiliado del Grupo iMerge.

## Listado en NPEX
El 3 de noviembre de 2016, Icecat anunció su oferta pública inicial (IPO) y su inclusión en el mercado SME NPEX.
El 2 de marzo de 2017, la empresa informó que recaudó más de €4 millones emitiendo recibos de depósito por acciones de €10. El prospecto reveló que los accionistas principales de la compañía incluían a iMerge BV, Snijders Invest BV, el Sr. Sergii Shvets y la Sra. Olena Velychko.

## Socios/Asociados
iMerge BV es un inversor de comercio electrónico de propiedad privada que se formó en los Países Bajos en 1998. Su sede se encuentra en Nieuwegein, Países Bajos. iMerge es el accionista mayoritario de Icecat NV, que es el fondo filial de Netvalue BV. Martijn Hoogeveen, el CEO de Icecat, fundó Netvalue, e iMerge y Netvalue han estado colaborando desde 1999, invirtiendo en varias empresas y startups potenciales.
Icecat ha desarrollado varias extensiones de Magento para conectar las tiendas Magento a sus servicios. Batavi es una plataforma de comercio electrónico de última generación que es la piedra angular de las tiendas web de alta gama de Iceshop con funciones sofisticadas y la capacidad de manejar grandes volúmenes de productos. Icecat ha desarrollado un complemento para WooCommerce, Prestashop y Shopify que importa automáticamente el contenido del producto Icecat en su tienda.

## Adquisición
En los últimos años, Icecat ha realizado varias adquisiciones e inversiones.
En diciembre de 2016, Icecat adquirió Iceshop, un integrador de tiendas web, de iMerge.
En marzo de 2018, la empresa adquirió una participación del 92% en Syndy, una plataforma en línea para el intercambio de información de productos entre fabricantes y minoristas en la industria de bienes de consumo.
En febrero de 2019, Icecat compró el 100% de FMP Publishing AB, también conocido como Testseek, un coleccionista y distribuidor sueco de evaluaciones de productos expertas y de consumidores.
En abril de 2020, Icecat finalizó la adquisición de la empresa de contenido de juguetes y entretenimiento para comercio electrónico de Cedemo.
En septiembre de 2021, Icecat trasladó los servicios de sindicación de video de Autheos a su plataforma después de adquirirlo.
En abril de 2022, Icecat adquirió una participación minoritaria en VirtuaGym a través de su fondo de inversión.

## Productos y servicios
La base de datos de Icecat tiene más de 6 millones de productos de más de 24,000 empresas en más de 60 idiomas. Es posible descargar la información básica de los productos de Icecat en una hoja de datos del producto (en formato XML, JSON o CSV).
Icecat está activo en las siguientes industrias: electrónica de consumo, telecomunicaciones, suministros de oficina, juguetes, bricolaje, medios de comunicación, bienes de consumo rápido (o CPG), cuidado personal e infantil, estilo de vida, moda, deportes, entretenimiento y pasatiempos, cuidado de mascotas y médicos.

## Operaciones
Icecat es un catálogo de productos que contiene datos para marcas patrocinadoras de acuerdo con las políticas de sindicación de empresas clientes. La clasificación de productos en Icecat se basa en la taxonomía UNSPSC.
Open Icecat es un subconjunto de la biblioteca completa de Icecat que está disponible gratuitamente al público. El Catálogo completo de Icecat proporciona información y atributos de productos para miles de marcas en un formato estandarizado, lo que facilita la categorización, filtrado, búsqueda y comparación de productos.  Icecat monitorea continuamente el mercado a través de los feeds de distribuidores e incluye productos que no están en el catálogo de Open Icecat en el catálogo completo de Icecat. El acceso al catálogo completo de Icecat está limitado a los usuarios de Full Icecat.

## Premios y reconocimientos
- Icecat fue nominado para los Premios Europeos de Negocios (EBA) 2016/17 en la categoría de Premio Empresa del Año para empresas con ventas anuales entre €0 y €25 millones. Fue seleccionado como uno de los diez "Ruban d'Honneurs" (cintas de honor) entre más de 33,000 empresas competidoras.[26]
- En 2014, Icecat fue reconocido como una empresa Deloitte Technology Fast 50 NL. En 2017, fue nombrado "Campeón Nacional" en los Premios Europeos de Negocios.[21]